# 姫路成田山明勝寺
姫路成田山明勝寺（ひめじなりたさんみょうしょうじ）は、兵庫県姫路市にある真言宗の単立寺院。本尊は大日大聖不動明王であり、姫路成田不動尊という通称で呼ばれている。

## 歴史

### 創建の経緯
- 昭和34年（1959年）、千葉の大本山成田山新勝寺の明勝講が姫路にて発足し、成田不動尊詣でが始まる。
- 昭和40年（1965年）、5千坪の敷地に現在の本堂が完成し、現世利益の祈願が始まる。
- 昭和51年（1976年）に宗教法人の認証を受ける。
- 昭和52年（1977年）、現在の本尊、大日大聖不動明王を勧請する。（奈良の仏師、辻寛也作）
- 昭和56年（1981年）には、八千護摩にて本尊不動明王を開眼する。
- 平成15年（2003年）には二階大本堂にて聖観世音菩薩を勧請して各種法要が始まる。
- 平成18年（2006年）には地蔵菩薩を勧請して水子供養が始まる。

## 年間行事
- 初詣、修正会 - 正月
- 初不動（28日） - 1月
- 開山法要　1月
- 厄除祭（火渡り） - 2月
- 春彼岸法要 - 3月
- 交通安全祈願祭 - 4月
- 花まつり - 4月
- 水子供養会 - 8月
- 施餓鬼会 - 8月
- 交通安全祈願祭 - 9月
- 秋彼岸法要 - 9月
- 納め不動 - 12月

## 歴代住職
1. 竹本恵兆
2. 中村快元
3. 内海博
4. 倉谷博龍
5. 埴岡俊昭

## 全国認可、別院・分院・教会等
- 千葉県 木更津別院 明桂寺
- 茨城県 牛久別院 真浄寺
- 神奈川県 鎌倉別院 光覚寺
- 岡山県 山陽別院 白龍寺
- 兵庫県 宍粟教会 王輪寺
- 埼玉県 春日部教会 心照寺
- 神奈川県 横浜教会 神聖寺
- 大阪府 茨木教会 天煌寺
- 栃木県 栃木教会 明正寺
- 兵庫県 福崎布教所 純聖寺
- 埼玉県 所沢道場 安楽寺
- 徳島県 徳島教会 最勝寺

## 交通

### 公共交通機関
- JR姫路駅北側、姫路駅（北口）バスターミナルより神姫バスにて30分

### 自動車
- 山陽自動車道、山陽姫路東インターチェンジより北東へ約5 km